# 岩代大久保站
岩代大久保站（日语：／ Iwashiro-Ōkubo eki */?）是位於福島縣伊達郡大久保村（現時：福島市飯野町大久保），鐵道省的川俁線車站（廢站）。

## 歷史
在1926年（大正15年），連接松川至岩代川俁之間的川俁線開業，當時此站還未啟用。在1934年（昭和9年）改用柴油列車行走，岩代飯野至岩代川俁之間新設了此站。後來隨著燃料限制下，川俁線停止使用柴油列車行走，於1941年（昭和16年）鐵道公報公布了此站停業的通告。在2年後的1943年（昭和18年），由於川俁線被指定為不要不急路線而全線暫停服務。在1946年（昭和21年）重開時，此站沒有重開。

### 年表
- 1934年（昭和9年）11月1日 - 此站啟用[2]。
- 1941年（昭和16年）8月10日 - 此站廢除。

## 現況
岩代飯野至岩代川俁之間的廢線遺址（包含此站）變成了道路（福島縣道39號川俁安達線）。

## 相鄰車站
鐵道省
川俁線
岩代飯野－岩代大久保－岩代川俁

## 注腳
1. ↑  高山擴志 編著《旧国鉄・JR鉄道線廃止停車場一覧 -- 補訂第2版》2000年，238頁
2. ↑  「鉄道省告示第196号」《官報》1934年10月18日（日語）（國立國會圖書館數碼化收藏）